# (37833) 1998 BL39
1998 BL39 (asteroide 37833) é um asteroide da cintura principal. Possui uma excentricidade de 0.16770780 e uma inclinação de 7.19063º.
Este asteroide foi descoberto no dia 29 de janeiro de 1998 por Spacewatch em Kitt Peak.